# George Tsontakis
George Tsontakis (* 24. Oktober 1951 in Astoria, Queens, New York City) ist ein US-amerikanischer Komponist und Dirigent griechischer Herkunft.
Tsontakis studierte 1974 bis 1978 Komposition bei Hugo Weisgall und Roger Sessions an der Juilliard School, später bei Franco Donatoni an der Accademia Nazionale di Santa Cecilia in Rom. Seine Musik wurde von bekannten Orchestern, Kammermusikensembles und Festivals in ganz Nord- und Südamerika, Europa und Japan aufgeführt und ausgestrahlt.
Er wurde 1995 mit dem Academy Award der American Academy of Arts and Letters ausgezeichnet und war 2007 der vierte Gewinner des Stipendiums Charles Ives Living. Die Aufnahme von Tsontakis’ Ghost Variations durch den Pianisten Stephen Hough wurde für den Grammy Award für die Beste zeitgenössische klassische Komposition nominiert und war 1998 die einzige Aufnahme klassischer Musik in den Top Ten Recordings des Magazins Time. Tsontakis erhielt 2002 auch den Berlin Prize der American Academy in Berlin und 2005 den Grawemeyer Award for Music Composition der University of Louisville für sein Violinkonzert Nr. 2.
Tsontakis war Composer in Residence bei der Albany Symphony (2007–2012), der Chamber Music Society des Lincoln Centers (2009/2010) und dem Aspen Music Festival; in Aspen war er auch Dirigent und Gründungsleiter des Aspen Contemporary Ensemble und lehrt Komposition. Er war Dozent am Brooklyn College Conservatory of Music und am Sarah Lawrence College. Er ist Distinguished Faculty, Composer in Residence des Bard College Conservatory of Music in Annandale-on-Hudson, New York. Er war ein Weil Fellow an der Auburn University at Montgomery.
Von Tsontakis’ Musik gibt es Aufnahmen bei Koch International, New World Records und Opus One; sie wurde publiziert von Merion Music und Poco Forte Music.
2008 wurde sein Violinkonzert Nr. 2 für den Grammy Award in der Kategorie Beste zeitgenössische klassische Komposition nominiert; der Preis ging jedoch an John Coriglianos Mr. Tambourine Man: Seven Poems of Bob Dylan.